# 小島好問
小島 好問（こじま よしただ、安政3年5月9日〈1856年6月11日〉 - 1919年〈大正8年〉5月15日）は、日本の幕臣、陸軍軍人。明治期の陸軍少将従四位勲三等功四級。
陸士旧1期。西南戦争に参戦、フランス留学後、陸軍工兵将校として各地の要塞構築に関わり、日清戦争では第1軍兵站電信提理、日露戦争では第5臨時築城団長。戦後満州に残り陸軍木材廠長、統監府営林廠長。

## 生涯

### 修学
安政3年（1856年）5月9日、杉浦七郎好徳の三男として江戸本所割下水に生まれた。12歳で昌平黌素読吟味に登第。維新後、徳川家の静岡藩移封に従った。
明治3年（1870年）1月沼津兵学校に入学、9月24日沼津兵学校資業生に及第、12月大阪兵学寮幼年舎に貢進生として派遣され、1873年（明治6年）陸軍兵学寮に入った。1875年（明治8年）陸軍士官学校に入学、工兵科で小菅智淵に学び、語学、数学に長じた

### 陸軍出仕
1877年（明治10年）西南戦争に士官見習として参戦し、3月25日開戦、4月近衛歩兵第1連隊第1大隊第四中隊少尉試補となったが、4月6日負傷、6月6日復帰し、8月6日近衛集成隊 第2中隊に配属された
1879年（明治12年）3月中旬フランスに留学し、ベルサイユ第1工兵連隊、フォンテーヌブロー砲工実施学校で学び、1882年（明治15年）1月帰国した。
帰国後、陸軍士官学校、参謀本部に勤務し、1883年（明治16年）2月28日工兵大尉に進んだ。しかし、この頃から陸軍はドイツ式を模範とするようになり、また所属する月曜会が山県閥と対立したため、1888年（明治21年）11月参謀本部第2局第1課、工兵第6大隊第3中隊長として熊本に左遷された。1891年（明治24年）9月9日工兵第2方面署員となり、由良要塞を構築、1893年（明治26年）12月18日工兵方面本署に転じ、帰京した。
日清戦争が勃発すると、1894年（明治27年）10月11日第1軍兵站電信提理を命じられ、12月2日工兵少佐、1895年（明治28年）帰国し、11月8日工兵会議議員を兼任した。戦功により功四級金鵄勲章、単光旭日章を受章した
1896年（明治29年）4月1日工兵第3方面呉支署長、1897年（明治30年）8月7日工兵第1方面横須賀支署長となり、芸予要塞、東京湾要塞等の構築に携わった。1898年（明治31年）10月1日工兵中佐。1899年（明治32年）8月12日築城本部に配属され、帰京した。
日露関係が緊迫すると、1901年（明治34年）11月18日要塞戦用器材調査委員として、ロシア偵察の傍ら、ドイツのクルップ社、フランスのサン＝シャモン社で砲塔の発注内容を詰め、1902年（明治35年）9月末帰国した。

### 満州赴任
日露戦争開戦後、戦局は硬直、沙河会戦の教訓から遼陽に防衛陣地が計画され、1904年（明治37年）10月3日第5臨時築城団長を命じられ、16日遼陽に到着、太子河岸河公堡、西上崗子、尖山子、黒英台南方にかけて防御陣地を構築した。奉天会戦後は対馬海峡防衛陣地を構築、1905年（明治38年）10月3日軍用木材廠長として安東県に赴任、安奉鉄道敷設に携わった。1906年（明治39年）5月11日築城本部部員を免じられ、6月7日一時帰京した。
1907年（明治40年）4月30日陸軍木材廠長兼統監府営林廠長に任命され、再び安東県に渡った。5月1日陸軍少将。1908年（明治41年）4月東三省総督徐世昌と交渉して中日合弁鴨緑江採木公司章程を定めた。1908年（明治41年）7月1日鴨緑江採木公司開設に専念するため 営林廠長を依願退職した。
12月初旬、1901年（明治34年）落馬で骨折した肋骨が神経痛を発し、休職して湯河原温泉に療養した。1909年（明治42年）大韓帝国勲二等太極章。1909年（明治42年）3月30日陸軍木材廠は廃止され、残務整理後帰国した。

### 引退後
帰国後は、静岡県志太郡藤枝市郊外西益津村田中155番地の郡役所跡地に退隠した。1910年（明治43年）6月29日予備役。1914年（大正3年）息子文八が藤堂紫朗三男良男を養子としたため、これを引き取り養育した。
1916年（大正5年）冬妻が死去すると、介抱者として後妻を迎え、旧知の病院長のいる三浦半島に移った。
1919年（大正8年）5月15日午前6時40分、横須賀市中里で死去。横須賀で神奈川県知事を勅使として迎え私葬、東京青山斎場で陸軍大将浅田信興を委員長とする本葬が行われた。

## 栄典
位階
- 1907年（明治40年）6月21日 - 正五位[27]

勲章等
- 1895年（明治28年）
  - 10月18日 - 単光旭日章・功四級金鵄勲章[28]
  - 11月18日 - 明治二十七八年従軍記章[29]
- 1896年（明治29年）11月25日 - 勲五等瑞宝章[30]
- 1906年（明治39年）4月1日 - 勲二等旭日重光章・明治三十七八年従軍記章[31]

## 家族
- 父：三郎好徳 - 本所石原の官医奈須玄竹信徳弟、杉浦宇兵衛元信養子。1889年（明治22年）2月8日没[4]
- 母：もと - 番外科関本伯英長良娘、官医小島宝素養女。1902年（明治35年）11月4日没[4]。
- 兄：元一 - 1903年（明治36年）8月28日[4] または1889年（明治22年）3月没[32]。
- 兄：修正 - 1880年（明治13年）1月21日没[4]。
- 姉 - 金田家に嫁ぐ[4]。
- 姉 - 宇野家に嫁ぐ[4]。
- 先妻：幾久 - 旧幕府蔵奉行大越貞五郎長女。1888年（明治12年）1月結婚[33]。万延元年（1860年）8月生[32]。1916年（大正5年）冬没[24]。
- 後妻 - 先妻の死後介抱者として迎えた。
- 子：小島文八 - 陸軍少尉。